# Aythya americana
Il moriglione testarossa (Aythya americana) è un'anatra tuffatrice di medie dimensioni, lunga 37 cm e con 84 cm di apertura alare.
Il maschio adulto ha il becco azzurro, la testa e il collo rossi, il petto nero, gli occhi gialli e il dorso grigio. La femmina adulta ha la testa e il corpo bruni e un becco azzurrognolo più scuro con la punta nera.
L'habitat di nidificazione sono le paludi e i fossi nelle praterie del Nordamerica occidentale. La perdita dell'habitat di nidificazione ha portato ad un rapido declino delle popolazioni. Le femmine depongono regolarmente le uova nei nidi di altri moriglioni testarossa o di altre anatre, soprattutto di moriglioni dorsotelato. I moriglioni testarossa scelgono solitamente un nuovo partner ogni anno, formando le coppie alla fine dell'inverno.
Dopo la stagione della nidificazione, i maschi attraversano un periodo di muta che li rende incapaci di volare per quasi un mese. Prima che questo accada, lasciano le loro compagne e si dirigono verso grandi specchi d'acqua, volando solitamente verso nord.
Svernano negli Stati Uniti meridionali e nordorientali, nella regione dei Grandi Laghi, nel Messico settentrionale e nei Caraibi.
Questi grandi migratori raggiungono solo molto raramente l'Europa occidentale.
Questi uccelli si nutrono soprattutto immergendosi o stando in superficie. Mangiano soprattutto piante acquatiche ed alcuni molluschi, insetti acquatici e piccoli pesci.

## Galleria d'immagini

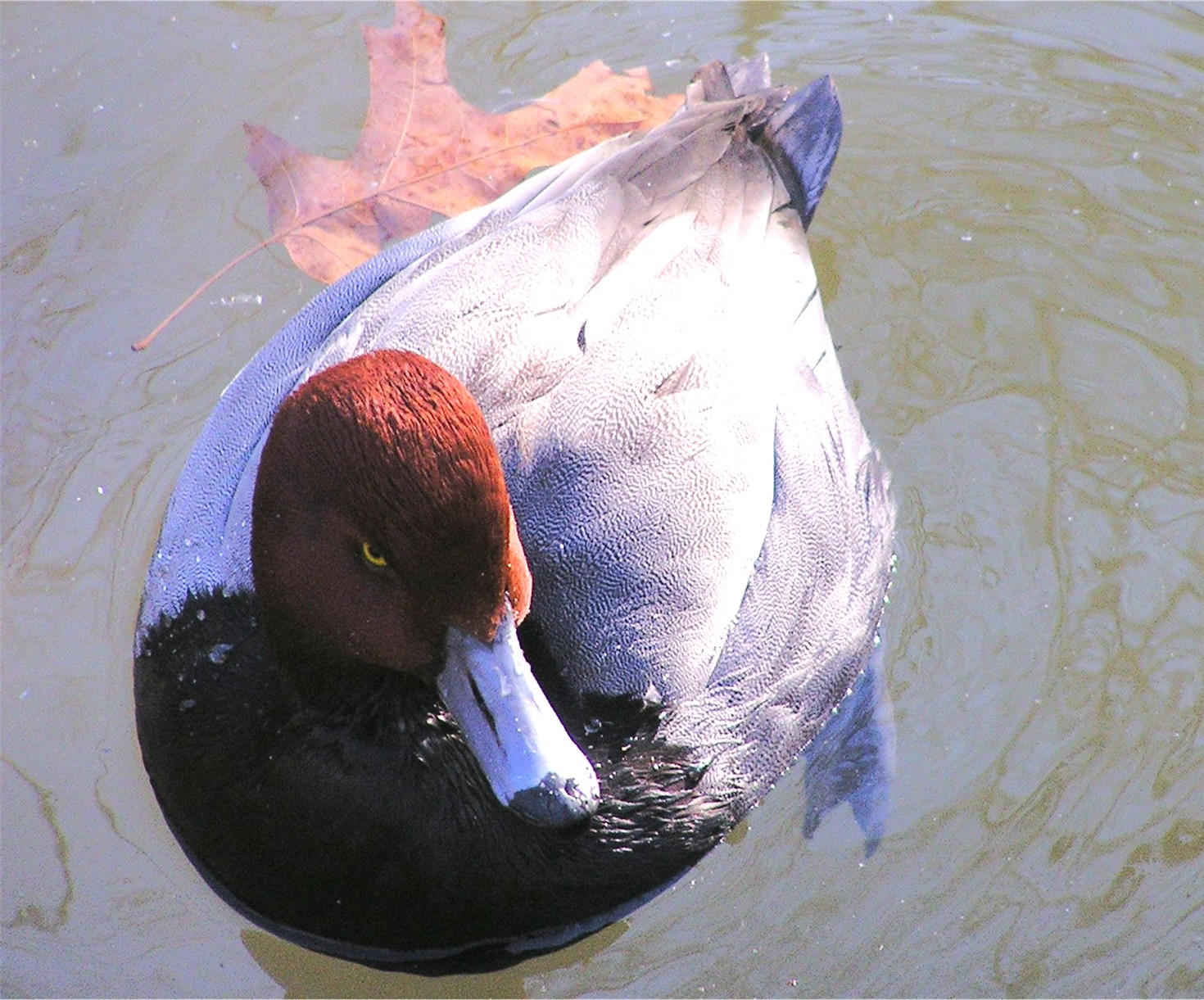
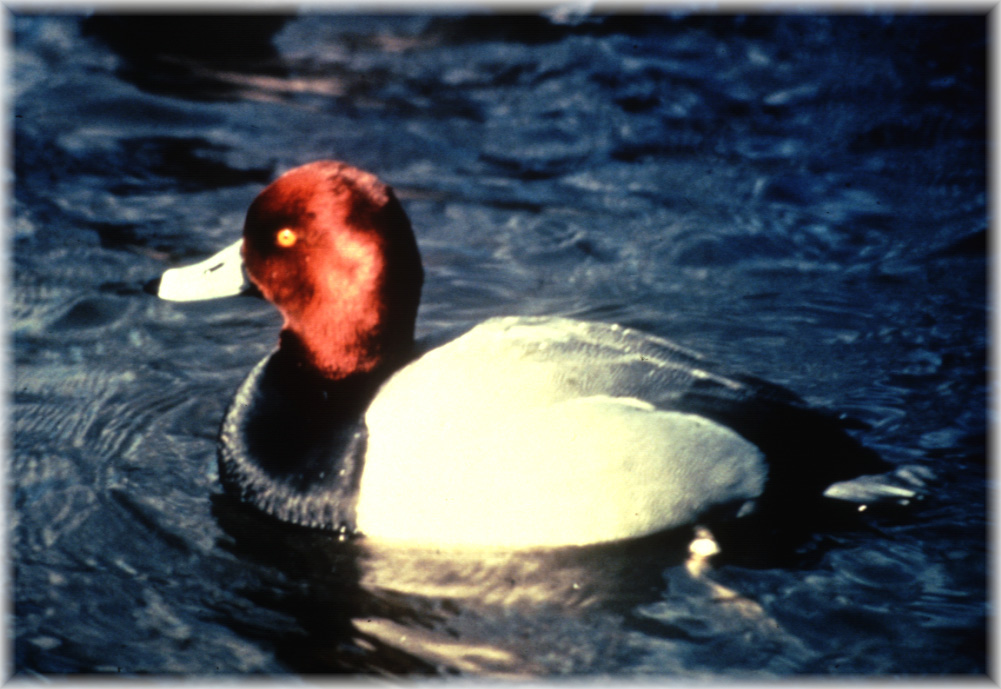
Maschio a Porto Rico